# 桂雀五郎
桂 雀五郎（かつら じゃくごろう、1977年4月30日 - ）は大阪府豊中市出身の落語家。本名は岸本 尚登。

## 人物
大阪市立大学経済学部中退後、2000年6月に桂雀三郎に2番弟子として入門。同年8月、大阪トリイホールでの「雀三郎みなみ亭」にて初舞台。所属事務所は米朝事務所。上方落語協会会員（2008年12月師匠雀三郎協会復帰に伴い入会）。
2013年なにわ芸術祭新人奨励賞、2014年なにわ芸術祭新人賞受賞。

## 出演
- ラジオ演芸もん（ABCラジオ 2017年5月14日・21日） - 「演芸アドバイザーXさん」（同回は後述の三代澤康司アナ）が推薦する芸人「演芸もん」としてゲスト出演。